# Coopération technologique alliée pendant la Seconde Guerre mondiale
Les Alliés de la Seconde Guerre mondiale ont largement coopéré au développement et à la fabrication de technologies nouvelles et existantes pour soutenir les opérations militaires et la collecte de renseignements pendant la Seconde Guerre mondiale. Les alliés ont coopéré de différentes manières, notamment avec le programme américain de prêt-bail où la création d'armes hybrides telles que le Sherman Firefly ainsi que le projet de recherche sur les armes nucléaires British Tube Alloys qui a été absorbé par le projet Manhattan dirigé par les États-Unis. Plusieurs technologies inventées en Grande-Bretagne s'avéreront essentielles pour l'armée et seront largement fabriquées par les Alliés pendant la Seconde Guerre mondiale,,,.
L'origine de la coopération découle d'une visite en 1940 du président du comité de recherche aéronautique Henry Tizard, au cours de laquelle ce dernier s'est arrangé pour transférer la technologie militaire britannique aux États-Unis au cas où l'invasion planifiée du Royaume-Uni par Hitler réussirait. Tizard dirigea une mission technique britannique, connue sous le nom de mission Tizard, contenant des détails et des exemples de développements technologiques britanniques dans des domaines tels que le radar, la propulsion à réaction ainsi que les premières recherches britanniques sur la bombe atomique. L'un des appareils apportés aux États-Unis par la mission, le magnétron à cavité résonnante, a été décrit plus tard comme « la cargaison la plus précieuse jamais apportée sur nos côtes».

## Armes légères
Les armes légères ont commencé à être partagées après la chute de la France, la plupart du « partage » étant unilatéral car l'Amérique n'était pas encore directement impliquée dans le conflit et donc tout le mouvement se faisait des États-Unis vers le Royaume-Uni. Dans les mois qui suivent l'opération Dynamo, alors que les fabricants britanniques progressaient dans la construction de remplacements pour le matériel perdu par l'armée britannique en France, le gouvernement britannique recherche à l'étranger des sources supplémentaires d'équipement pour aider à surmonter les pénuries et se préparer à de futures offensives. L'exemple le plus extrême des pénuries est trouvé chez les volontaires de la défense locale rapidement improvisés, rebaptisés plus tard Home Guard, forcés de s'entraîner avec des manches à balai et des piques de fortune en utilisant des longueurs de tuyauterie et de vieilles baïonnettes jusqu'à ce que des armes puissent être fournies.
En plus de celles produites en Grande-Bretagne, des armes légères et des munitions sont obtenues auprès des pays du Commonwealth et également achetées auprès de fabricants américains jusqu'à ce qu'elles soient fournies en prêt-bail à partir de 1941. Les armes obtenues des États-Unis comprenaient le pistolet Tommy, le pistolet M1911A1 et le revolver M1917 produits par Colt et Smith & Wesson, tous principalement produits en .45 ACP. La Home Guard reçut la mitrailleuse Browning .30, le M1918 .30 BAR et le fusil P17 .30 Enfield. Les fusils M1917 Enfield chambrés pour la .303 British ont également été fournis par les États-Unis tandis que tous les fusils, BAR et mitrailleuses américains de calibre .30 ont été chambrés pour la .30-06 Springfield.
Plus tard, la mitrailleuse M1919 .30 et la mitrailleuse M2HB .50 chambrée en .50 BMG ont été fournies par les États-Unis pour l'infanterie et l'utilisation anti-aérienne. Les mitrailleuses légères Browning AN2 de calibre .303 British étaient déjà utilisées de manière standard sur les avions britanniques à partir de la fin des années 1930.
La Grande-Bretagne envoya des armes légères à l'URSS, dont la mitraillette Sten de 9 mm fournie aux troupes partisanes soviétiques.

## Artillerie
Les Britanniques utilisent de nombreuses pièces d'artillerie tractées américaines pendant la guerre, telles que les obusiers M2 de 105 mm, les obusiers M1A1 de 75 mm, les canons de 155 mm (Long Toms). Ces armes étaient fournies en prêt-bail ou achetées directement. Les canons de chars / chasseurs de chars utilisés par les Britanniques comprennent le canon M5 / M6 de 37 mm (des M3 Stuart et M3 Lee/Grant), le canon M2 de 75 mm (du M3 Lee/Grant), le canon M3 de 75 mm (des M3 Lee/Grant et M4 Shermann), le canon de 76 mm M1 (du M4 Shermann) et le canon de 76 mm M5 (du M10 Wolverine).
Les Américains utilisent à leur tour une pièce d'artillerie britannique, le canon antichar Ordnance QF 6-pounder 7cwt. Les États-Unis, réalisant au début de la guerre que leur propre canon M3 de 37 mm sera bientôt obsolète, produisent une nouvelle version construite sous licence du QF 6, désigné canon de 57 mm M1.
Les deux 76 mm et 75 mm sont montés sur des chars envoyés aux Soviétiques par les États-Unis, tandis que les chars britanniques envoyés sont armés à la fois des Ordnance QF 2-pounder et Ordnance QF 6-pounder.
Une autre technologie apportée aux États-Unis par Tizard, pour un développement ultérieur et une production de masse, est la fusée de proximité (radiofréquence), cinq fois plus efficace que les fusées de contact ou chronométrées montées habituellement sur les munitions d'artillerie, notamment antiaériennes. Elle s'avérera dévastatrice dans l'utilisation navale contre les avions japonais et si efficace contre les troupes terrestres allemandes que le général George S. Patton déclara qu'elle « avait gagné la bataille des Ardennes pour nous».

## Véhicules mécanisés
Le char moyen M4 est utilisé sur tous les théâtres de la Seconde Guerre mondiale. D'une conception fiable et polyvalente, facile à produire, un grand nombre a été fabriqué et fourni à la Grande-Bretagne et à l'URSS par les États-Unis dans le cadre d'un prêt-bail. En dépit des opinions officielles[réf. souhaitée], le char moyen M4 était très apprécié par certains pilotes soviétiques, tandis que d'autres l'appelaient « le meilleur char pour le service en temps de paix ». En Grande-Bretagne, il reçut la désignation Sherman, nommant ainsi ses chars construits aux États-Unis d'après les généraux de la guerre civile américaine. Les Britanniques et les Soviétiques réarmèrent leurs M4 avec leurs propres canons de char. Les Soviétiques en ont réarmé un petit nombre avec le canon de char F-34 standard de 76 mm, mais les États-Unis fournissaient tellement de munitions de 75 mm que les conversions n'étaient pas généralisées. Malheureusement, le canon de 75 mm à canon court dont la plupart des Sherman étaient équipés n'offrait pas une très bonne pénétration de blindage, même avec des munitions spécialisées, en particulier contre les tout nouveaux Panther et Tiger. Cependant, l'Ordnance QF 17 pounder britannique de 76,2 mm, l'un des meilleurs canons antichars de l'époque, s'intégrait assez bien dans la tourelle du Sherman avec un nouveau masque et un nouveau viseur, et devint une modification très courante connue sous le nom de Firefly. La culasse du canon étant beaucoup plus grande que celle des 75 ou 76 mm américains, une extension à l'arrière de la tourelle fut ajoutée pour la radio. De plus, la longueur des obus anglais nécessita de supprimer le poste du copilote pour le replacer par un stockage de munitions. Les obus massifs étaient trop grands pour une tourelle de Sherman, compliquant donc la tâche du chargeur, ce qui réduisit sensiblement la cadence de tir du char. Son canon pouvait percer 160-170 mm de blindage à environ 500 mètres. Le chasseur de chars M10 Wolverine a également été équipé d'un canon de 17 livres, créant ainsi le M10 Wolverine#Le 17pdr SP Achilles. Cela a été utilisé conformément à la doctrine tactique britannique pour les chasseurs de chars, en ce sens considérés comme des canons antichars automoteurs plutôt que comme des « chasseurs de chars » agressifs. Utilisé de cette façon, il s'avérera être une arme efficace.
Les Britanniques ont également utilisé la coque Sherman pour deux autres variantes de Sherman connues sous le nom de Crab, un char de déminage, et le DD Sherman, le « DD » signifiant Duplex Drive. Le char amphibie DD, un autre exemple clé de combinaison de technologies, a été utilisé par les forces britanniques et américaines lors de l'opération Overlord. Il avait impressionné le général américain Dwight D. Eisenhower lors de manifestations et était facilement accepté par les Américains qui, en revanche, ne retinrent pas le Sherman Crab, qui aurait pu aider les ingénieurs de combat à déminer sous le feu, protégés par des blindés. Des véhicules blindés de récupération (ARV) ont également été convertis à partir de Sherman par les Britanniques ainsi que le spécialiste BARV (Beach Armored Recovery Vehicle) conçu pour repousser les péniches de débarquement et récupérer des véhicules qui auraient autrement été perdus.
Les Britanniques ont fourni des chars à l'URSS sous la forme de chars d'infanterie Matilda, Valentine et Churchill. Les tankistes soviétiques aimaient le Valentine pour sa fiabilité, ses performances en cross-country et sa silhouette basse. Leur opinion sur le Matilda et le Churchill était moins favorable en raison de la faiblesse de leurs canons de 40 mm (sans obus HE) et de leur incapacité à opérer dans des conditions difficiles de rasputitsa, d'hiver et de tout-terrain.
Les livraisons de semi-chenillé M3 des États-Unis à l'Union soviétique ont été un avantage significatif pour les unités mécanisées de l'Armée rouge. L'industrie soviétique a produit peu de véhicules blindés de transport de troupes, de sorte que les véhicules américains de prêt-bail étaient très demandés pour le mouvement rapide des troupes dans des conditions de première ligne. Alors que les M3 n'avaient qu'une protection limitée, les camions ordinaires n'avaient aucune protection du tout. De plus, une grande partie de la flotte de camions de l'Armée rouge était composée de Studebaker américains, très appréciés des conducteurs soviétiques. Après la guerre, les concepteurs soviétiques ont accordé beaucoup d'attention à la création de leur propre camion militaire 6x6 d'après le modèle de développement du Studebaker.
En 1942, un char T-34 et un char KV-1 ont été envoyés par l'Union soviétique aux États-Unis et évalués au terrain d'essai d'Aberdeen. Un autre T-34 a été envoyé aux Britanniques.

## Aéronefs

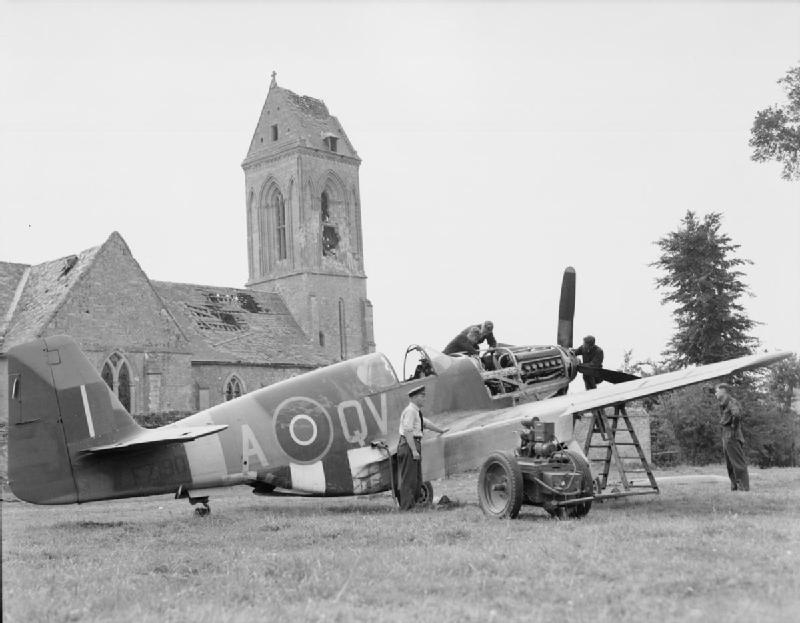
Mustang III de la RAF en cours d'entretien en France, 1944.

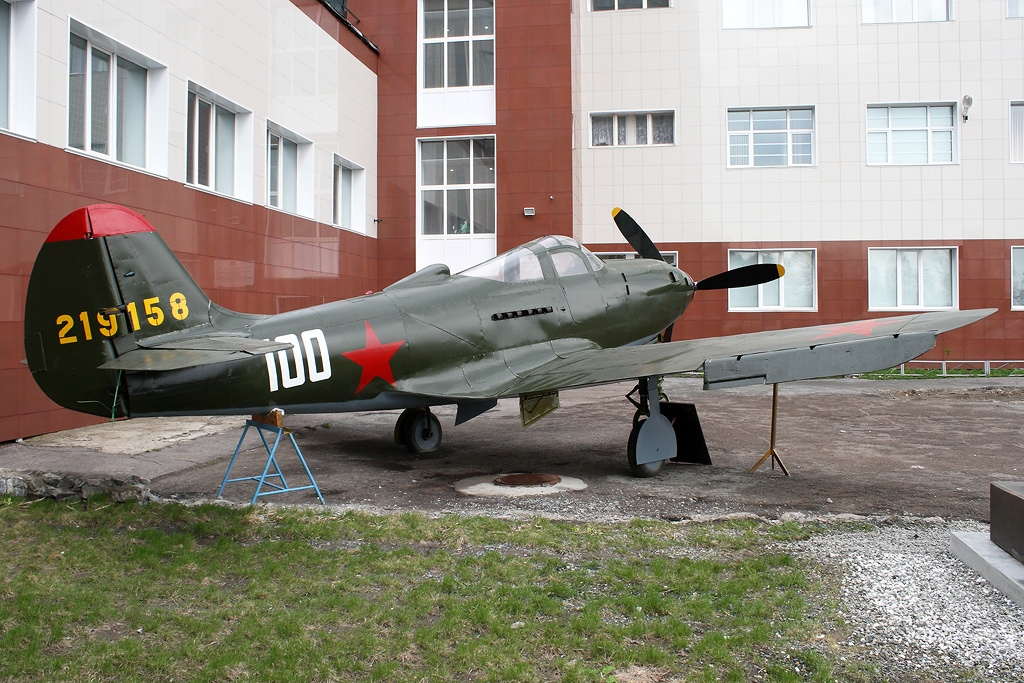
Un ancien P-39 soviétique dans une exposition de musée.

La Grande-Bretagne a fourni des Hawker Hurricanes à l'Union soviétique au début de la Grande Guerre patriotique pour aider à équiper l'armée de l'air soviétique contre la Luftwaffe alors technologiquement supérieure. L'ingénieur britannique de la RAF, Frank Whittle s'est rendu aux États-Unis en 1942 pour aider General Electric à démarrer la production de moteurs à réaction.
Le P-51 Mustang américain a été conçu à l'origine selon une spécification britannique pour être utilisé par la Royal Air Force et est entré en service avec eux en 1942, et les versions ultérieures ont été construites avec un moteur d'avion Rolls-Royce Merlin. Ce moteur était produit aux États-Unis par Packard sous le nom de Packard Merlin. En plus des Britanniques utilisant des avions américains, les États-Unis ont également utilisé des Supermarine Spitfire à la fois pour escorter les bombardiers de la 8e Air Force de l'USAAF en Europe et pour être le principal chasseur de la 12e Air Force en Afrique du Nord. De plus, le Bristol Beaufighter a servi de chasseurs de nuit en Méditerranée, et deux escadrons du de Havilland Mosquito ont équipé la 8e Air Force comme principal avion de reconnaissance photo et de largage de paillettes destinées à brouiller les radars ennemis.
Les États-Unis ont fourni plusieurs types d'avions à la fois à la Royal Navy et à la RAF — les trois principaux chasseurs de l'US Navy pendant les années de guerre, le Wildcat, Corsair et Hellcat ont également servi avec la Fleet Air Arm de la Royal Navy, la Royal Air Force utilisant une large gamme de types de l'USAAF. Un large éventail de conceptions d'avions américains a également rejoint la branche aérienne VVS de l'Union soviétique par le biais du prêt-bail, principalement des chasseurs comme le P-39 et le P-63 utilisés pour le combat aérien, ainsi que des bombardiers d'attaque et moyens comme l'A-20 et le B-25 étant parmi les types les plus importants, les deux bombardiers étant bien adaptés au type de missions de frappe à basse altitude que les Soviétiques avaient comme priorité absolue.

## Radar
Les Britanniques ont fait la démonstration du magnétron aux Américains à RCA, Bell Labs. Il était 100 fois plus puissant que tout ce qu'ils avaient vu et a permis le développement d'un radar aéroporté,.

## Armes nucléaires
En 1942, et alors que la menace d'invasion par l'Allemagne était toujours apparente, le Royaume-Uni envoya une vingtaine de scientifiques et de techniciens britanniques en Amérique, ainsi que leurs travaux, menés sous le nom de code Tube Alloys, pour prévenir le potentiel de dommages vitaux[pas clair]et éviter que les informations tombent entre les mains de l'ennemi. Les scientifiques ont rejoint le projet Manhattan à Los Alamos, au Nouveau-Mexique, où leurs travaux sur l'enrichissement de l'uranium ont joué un rôle déterminant dans le démarrage du projet. De plus, la Grande-Bretagne était essentielle dans l'approvisionnement en matières premières pour le projet, à la fois en tant que seule source au monde de poudre de nickel nécessaire pour construire des diffuseurs gazeux et en fournissant de l'uranium à la fois à partir de sa mine au Congo britannique et en sous-traitant un approvisionnement secondaire en provenance de Suède. Après la fin de la guerre, les États-Unis ont mis fin à toute coopération, mais le lancement de Spoutnik et la démonstration de la bombe à hydrogène britannique ont effrayé les États-Unis pour qu'ils reprennent la coopération en temps de guerre et ont conduit à l'accord de défense mutuelle entre les deux nations, par lequel la technologie des armes nucléaires américaines a été adapté à l'usage britannique. Divers matériaux fissiles ont également été échangés pour résoudre les pénuries spécifiques de chacun.

## Technologie de rupture de code
Des informations considérables ont été transmises du Royaume-Uni aux États-Unis pendant et après la Seconde Guerre mondiale concernant les méthodes de décryptage, les codes eux-mêmes, les visites de crypto-analystes, les dispositifs mécaniques et numériques pour accélérer le décryptage, etc. Lorsque les convois atlantiques de matériel de guerre des États-Unis vers le Royaume-Uni ont été sérieusement menacés par les sous-marins allemands, les États-Unis ont donné des encouragements considérables et une aide pratique pour accélérer le développement de machines à déchiffrer les codes. La coopération ultérieure a conduit à un succès significatif en Australie et en Extrême-Orient pour briser les messages japonais cryptés.

## Autres technologies
Parmi les autres technologies développées par les Britanniques et partagées avec les Américains et d'autres Alliés, citons l'ASDIC (sonar), le pont Bailey, le gyroscope, le moteur à réaction, le Liberty Ship, le RDX, le char Rhino, le Torpex, le tube à ondes progressives, ou encore la fusée de proximité.
Les technologies développées par les Américains et partagées avec les Britanniques et les Alliés incluent : bazooka, LVT, DUKW et Fido (torpille acoustique). Le Canada et les États-Unis ont développé et partagé indépendamment le talkie-walkie.